# Franz Widhalm
Franz Widhalm (Lebensdaten unbekannt) war ein österreichischer Fußballspieler.

## Karriere
Widhalm gehörte dem First Vienna FC an, für den er als Mittelfeldspieler die Saison 1943/44 in der Sportbereichsklasse Donau-Alpenland, in einer von 17, später auf 23 aufgestockten Gauligen zur Zeit des Nationalsozialismus als einheitlich höchste Spielklasse im Deutschen Reich seit dem Anschluss Österreichs, Punktspiele bestritt.
Während seiner Vereinszugehörigkeit gewann er die Gaumeisterschaft und nahm infolgedessen auch an der Endrunde um die Deutsche Meisterschaft teil. Sein Debüt gab er am 16. April 1944 beim 6:3-Erstrunden-Sieg über den MSV Brünn. In seinem zweiten und letzten Endrundenspiel, das am 7. Mai im Praterstadion gegen den STC Hirschberg ausgetragen wurde, erzielte er beim 5:0-Sieg zwei Tore. Im Wettbewerb um den Tschammerpokal bestritt er 1943 drei Spiele. Sein Debüt gab er am 22. August 1943 beim 14:0-Erstrunden-Sieg über die NSTG Brüx. Danach bestritt er das am 19. September mit 6:5 gewonnene Achtelfinale gegen die Breslauer SpVgg 02, bevor mit seiner Mannschaft das Finale erreichte. Das am 18. Juni 1944 im Berliner Olympiastadion vor 70.000 Zuschauern gegen den Luftwaffen-Sportverein Hamburg ausgetragene Finale wurde mit 3:2 nach Verlängerung gewonnen. Rudolf Noack, sein Mitspieler, erzielte zwei Tore, darunter den Siegtreffer in der 113. Minute.

## Erfolge
- Tschammerpokal-Sieger 1943
- Gaumeister Donau-Alpenland 1944